# Whore (película)
Whore es una película drama de 2008 coprotagonizada, editada, escrita, producida y dirigida por Thomas Dekker lanzada el 20 de octubre de 2008.

## Trama
Un grupo de adolescentes que han ido a Hollywood con el sueño de una carrera de actuación descubren que el negocio es más difícil de lo que hubieran imaginado.
Atrapados entre la realidad y las alucinaciones, la desesperanza y la esperanza, la intoxicación y la sobriedad, estos adolescentes viven en las calles de Hollywood y venden sus cuerpos para mantener viva la lucha para hacerse un hueco en la industria del cine.

## Elenco
- Thomas Dekker como Tom.
- Rumer Willis
- Ron Jeremy como el Cura.
- Johanna Braddy como Margot.
- Anthony Fitzgerald como Michael.
- Brad Rowe como John.
- Lauren Storm como Lauren.
- Aram Rappaport como Mike.
- Hilary Alexander como Madre.
- Jessica Amento como Jessica.
- Ken Baumann como Kenny .
- Kelly Blatz como Rapero #2.
- Aria Noelle Curzon
- David Dekker
- Danny Dubiel
- Edmund Entin como Edmund.
- Gary Entin
- Kyle Farris
- Megan Fox
- Sydney Freggiaro
- Justin Hanlon como Justin.
- Lena Headey como Mamá.
- Jason Merrell como Jason.
- Elyte Salna como Rebecca.
- Dan Studney como Cherry Poppin' Daddy.